# Statorio
Statorio, in latino: Statorius (fl. III secolo a.C.), è stato un militare romano.

## Biografia
Era un centurione dell'armata di Publio Cornelio Scipione e Gneo Cornelio Scipione, che nel 213 a.C. fu inviato come ambasciatore con altri due centurioni presso la corte di Siface, re dei Numidi. In quel momento anche Siface era in guerra contro Cartagine, mentre le armate romane in Spagna erano vittoriose ed Gneo e Publio avevano recuperato molti vecchi alleati e ne avevano acquisito di nuovi. Le proposte romane furono accolte con benevolenza dal re e accortosi di quanto egli fosse ignorante nella disciplina militare, chiese proprio a Statorio di rimanere come istruttore per le sue truppe, come buono e fedele alleato. Egli sosteneva che i Numidi fossero abili come cavalieri ma scarsi come fanteria .
Probabilmente è lo stesso personaggio, di prenome Lucio, che accompagnò Gaio Lelio in una successiva ambasceria sempre presso Siface .